# Burg Ebnath

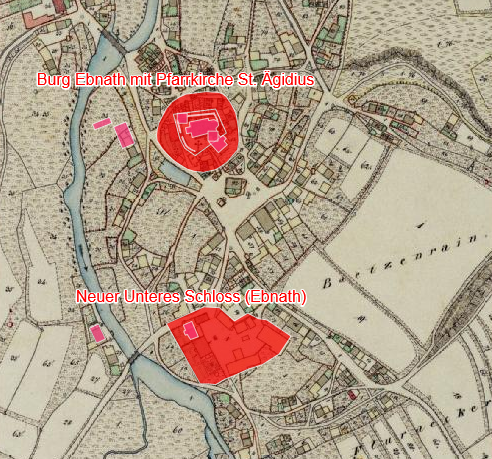
Lageplan der Burg Ebnath sowie des Unteren Schlosses (Ebnath) auf dem Urkataster von Bayern

Die abgegangene Burg Ebnath befand sich in der oberpfälzischen Gemeinde Ebnath im Landkreis Tirschenreuth (Kirchweg 4). Der Burgstall ist heute ein geschütztes Bodendenkmal. Sie wird als Bodendenkmal unter der Aktennummer D-3-6037-0033 im Bayernatlas als „archäologische Befunde der mittelalterlichen Burg und des frühneuzeitlichen Schlosses in Ebnath“ geführt. 

## Geschichte
Der Gerichtsbezirk um Ebnath wurde erstmals 1061 erwähnt, damals schenkte Kaiser Heinrich IV. seinem Ministerialen Ottnant von Eschenau dieses Gebiet als freies Eigen mit dem ausdrücklichen Auftrag, dieses zu roden. Dieser Otnant hatte keine direkten Nachfahren und so ging der Gerichtsbezirk wieder auf die Markgrafschaft im Nordgau und die Diepoldinger über. 1165 wurde in einem Traditionsbuch des Klosters Reichenbach vermerkt, dass Markgraf Diepold der Jüngere (vermutlich Diepold VI.) dort einen Gutsbezirk mit Namen „Hezelisruth“ (heute Hölzlashof südlich von Ebnath) verkauft hat. Der Gutsmittelpunkt dürfte zwischen 1165 und 1179 nach Ebnath verlegt worden zu sein.
Ebnath und die zugehörige Burg wurden 1179 erwähnt, als dieser Diepold den Passauer Bischof bat, „ecclesiam in Ebenöde que sita est in predio“ zu weihen. Diese Kirche erscheint um 1200 als Filialkirche der Pfarrei Kulmain. Bereits im 12. Jahrhundert sind Teile des bambergischen Lehensgebietes an die Landgrafen von Leuchtenberg gekommen, die daraus die Herrschaft Waldeck bildeten und diese 1283 an den Herzog Ludwig der Strenge verkauften. Damit war dieses Gebiet landesherrlich geworden und auch Ebnath wurde ein kurpfälzisches Mannlehen.
Der Gutsbezirk wurde an die Klöster Waldsassen und Reichenbach verkauft, wobei Ebnath im Gebiet von Reichenbach lag. Als Gutsmittelpunkt kann vermutlich der Vorgängerbau der Pfarrkirche St. Ägidius in Ebnath angesehen werden. Vor 1185 wurde ein Besitzerwechsel von „Ebinode“ an das Kloster Waldsassen vorgenommen. 1277 übertrug der Egerer Landrichter „Ramung de Kamerstaine imperialis aule ministralis“ die ihm gehörenden Güter zu „Ebenod“ an das Kloster Waldsassen. 1434 und 1442 wurden die Uttenhöfer und Franz Heckel mit seinen Brüdern als Besitzer erwähnt. Im 14. Jahrhundert scheint die Burg den Trautenbergern gehört zu haben. Ebnath war damals ein Mannlehen der Leuchtenberger und die Trautenberger waren deren Vasallen. Am 7. Mai 1355 wurde die „Veste Eberode“ von den Trautenbergern an Hans und Arnold von Hirschberg verpfändet. Die Hirschberger („Hirzperc“) wurden daraufhin von Pfalzgraf Rupprecht mit der Burg belehnt. 1399 saß Hans von Hirschberg in Ebnath und nannte sich nach seinem neuen Besitz. 1405 wurden die Gebrüder Hans und Arnold von Hirschberg mit dem Zusatz „zu Ebnath“ genannt, 1441 saßen dort Paulus und Jörg von Hirschberg. 1416 erhielt Paulus von Hirschberg von seinem Landesherren eine Summe Geldes (250 rheinische Gulden), die er in die Burg Ebnath verbauen sollte. 1455 verkaufte der Sohn Heinrich des Jörg seinen Anteil an der Burg an die Söhne des Paulus, Arnold, Gilg und Hermann. 1486 wurde Hans von Hirschberg, Landrichter des Hochstifts Bamberg, genannt, 1488 Paul von Hirschberg, Pfleger zu Murach, und 1489 wieder Hans von Hirschberg. 1501 und 1509 wurden als Besitzer Paul, Wolf und Georg von Hirschberg genannt.
Im Landshuter Erbfolgekrieg wurde Ebnath von einem Wunsiedeler Aufgebot unter dem böhmischen Feldhauptmann Balthasar Pribisch angegriffen; das Dorf Ebnath wurde dabei abgebrannt und die Burg beschossen, sodass deren aus Holz gebautes oberstes Stockwerk abbrannte. Unter dem Kommando von Paul von Hirschberg und Oswald von Seckendorf widerstand die Burg aber dem Angriff und das Wunsiedeler Aufgebot wurde am 8. August 1504 aufgerieben. Dieser Schlacht wird heute noch im Rahmen einer Gedenkfeier unter dem Titel „Bayrisch-böhmischer Markt mit Feldlager“ gedacht.
Die drei Brüder Paul, Wolf und Georg von Hirschberg teilten die Burg in drei Burghuten. Nach dem Tod des Paul ging dessen Teil an seine Söhne Ludwig und Oswald über, die 1518 erstmals genannt wurden. 1525 war Ludwig der alleinige Besitzer. Der Teil Georgs ging 1525 an seine Söhne Arnold und Hans über. Nach dem Tod des Hans besaß Arnold diesen Teil bis zu seinem Tod († 1530). Der Sohn Ludwig des Wolf von Hirschberg hatte den Anteil seines Vaters bereits 1518 übernommen. Ab 1530 war er bis zu einem Tod († 1550) alleiniger Besitzer der Burg. Danach ging die Burg an die Brüder Paul, Mathes und Georg zu Ebnath und Mehlmeißl über, 1570 wurden nur noch Paul und Georg genannt, 1599 die Gebrüder Hans und Hans Siegmund von Hirschberg. Letzterer ist bis 1620 bezeugt.

Wappen der Gemeinde Ebnath

Die Hofmark Ebnath blieb noch bis in das 19. Jahrhundert im Besitz der Hirschberger. Der geschlossene Kondominatsbesitz in Ebnath und Schwarzenreuth wurde am 1. Januar 1870 an die Grafen von Castell und Rüdenhausen verkauft, die ihren Besitz 1935 an die Forst AG Ebnath weiter veräußerten. Das Gemeindewappen von Ebnath, der springende rote Hirsch, stammt aus dem Familienwappen der Hirschberger. Der Eisenhammer im Schildhaupt erinnert an die Bedeutung der Eisenindustrie in Ebnath und Sengelau und an den Bergbau in Mehlmeisel. Der silberne Pfeil, Attribut des heiligen Aegidius, verweist auf den Patron der Pfarrkirche von Ebnath.

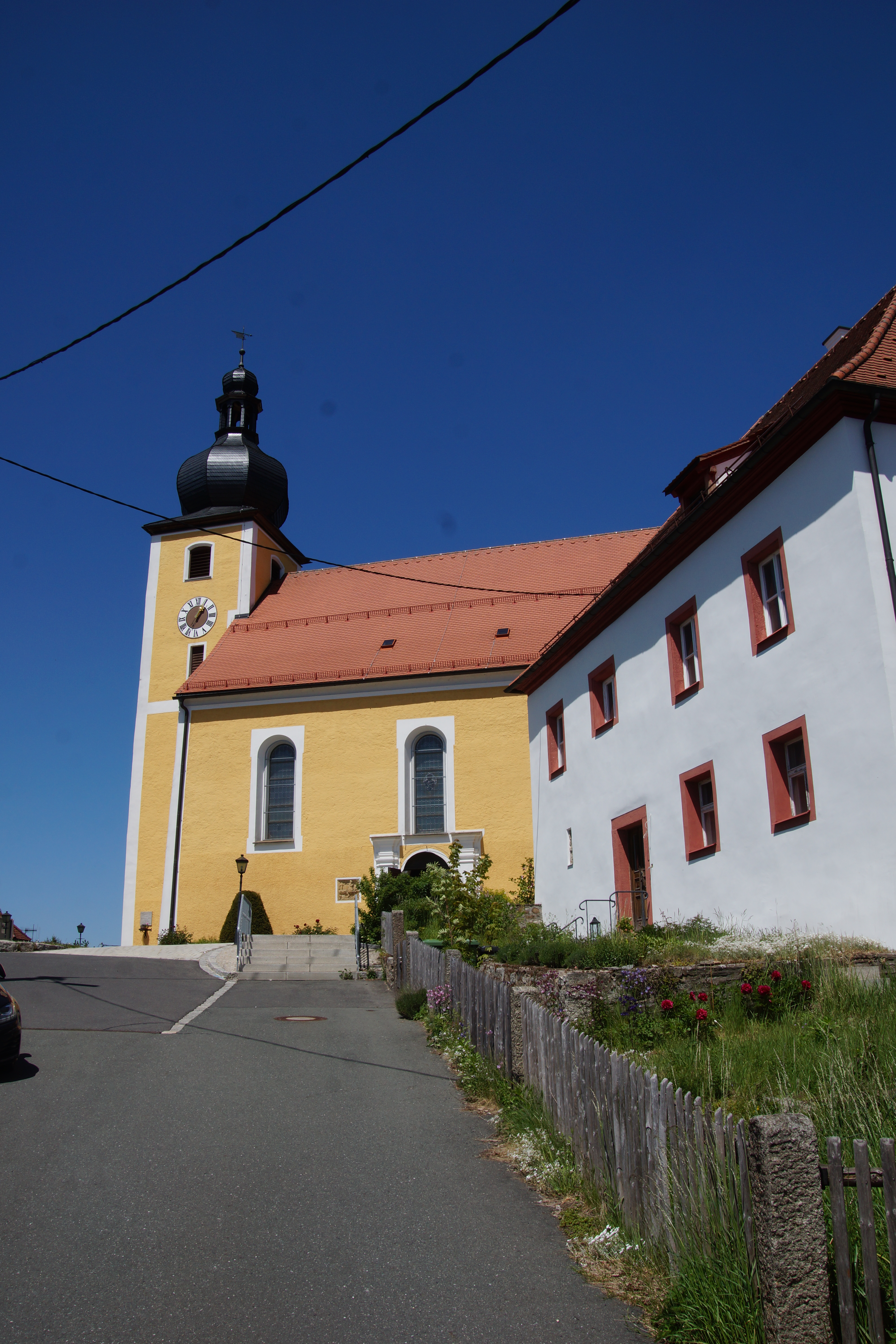
Pfarrkirche St. Ägidius und „Alte Vest Ebnath“

## Reste der Burg Ebnath
Inmitten des Dorfes Ebnath liegt der Burg- und Kirchberg, der von der 1741 erbauten Pfarrkirche St. Ägidius gekrönt wird. Der Kirchhof ist im Nordosten, Norden und Westen von einer hohen Futtermauer umgeben, die vermutlich auf die Ringmauer der Burg zurückzuführen ist. Diese hat früher das ganze Kirchenareal umschlossen, aber den Bereich der „Alten Vest Ebnath“ ausgespart. Um den Burgberg soll früher ein Nebenarm der Fichtelnaab geführt haben.
Südlich der Kirche von Ebneth steht ein Gebäude, das heute allgemein als „Alte Vest Ebnath“ bezeichnet wird. Dieses zwischen 1630 und 1640 errichtete Gebäude ist ein zweieinhalbgeschossiger Bruchsteinbau mit Walmdach und Rundbogenfenstern im Erdgeschoss. Bis zum Umbau von 1932 besaß es im Erdgeschoss nur schartenartige Lichtschlitze, von denen ist noch einer auf der Westseite erhalten und mit einer Lourdesgrotte mit der Kirche verbunden.
Eventuell hat Ludwig von Hirschberg den früheren Zentralbau der Burg in eine Kirche umgebaut und daneben ein neues Schloss errichten lassen. Dieses Gebäude soll mittels eines gemauerten Ganges mit der Westempore der Kirche verbunden gewesen sein; der 1742 abgerissen wurde. Die gesamte Veste soll mit einer Mauer umgeben gewesen sein und über einen Torturm verfügt haben. Vor dem Torturm soll es eine Zugbrücke gegeben haben, diese ist dann überwölbt und schließlich aufgefüllt worden. Die Bauten wurden zugunsten des Neubaus des Schlosses Ebnath abgerissen.